# Дискриминация русских в Эстонии
Дискриминация русских в Эстонии, по мнению историка Вадима Мусаева, стала возможной из-за «разобщённости», «идеологической дезориентации» и «прозападных настроений» русской общины на момент восстановления Эстонией независимости, тогда как эстонская община переживала в 1980-е годы необычайный национальный подъём и консолидацию. Новые эстонские власти рассматривали проживающих в стране русских как неорганическое наследие «советской оккупации» и «колониального прошлого». Кандидат исторических наук Василий Фролов отмечает, что «местные правящие элиты создали систему институтов и правовых норм, которые позволяют дискриминировать нетитульные народы, вытеснять их на низшие ступени социальной лестницы». 
Несмотря на социальные, экономические и политические изменения со времён СССР, по состоянию на 2024 год в Эстонии и соседней Латвии, русская диаспора в процентном отношении (около 22 %) составляет самый большой процент населения среди всех стран мира.
По мнению директора центра по правам человека Таллинской школы права профессора Евгения Цыбуленко, на институционном уровне в Эстонии нет дискриминации, а бытовая дискриминация существует в любом государстве; в случае бытовой дискриминации все жители Эстонии имеют равные права на юридическую защиту.

## Запрет на дискриминацию
В Эстонии запрет на дискриминацию установлен Конституцией. Наряду с этим, запрещение дискриминации в более конкретной форме урегулировано Законом о гендерном равноправии и Законом о равном обращении. Запрещение дискриминации предусмотрено ещё несколькими законами, например, Законом о трудовом договоре, Законом о публичной службе, Пенитенциарным кодексом.
В 2023 году Управление Верховного комиссара ООН по правам человека указало на «дискриминационные меры» в законе Эстонии о реформе русских школ: отмена обучения на языках меньшинств в дошкольных учреждениях и школах «противоречит международным документам по правам человека», заявили в ООН.